# Havstensfjorden

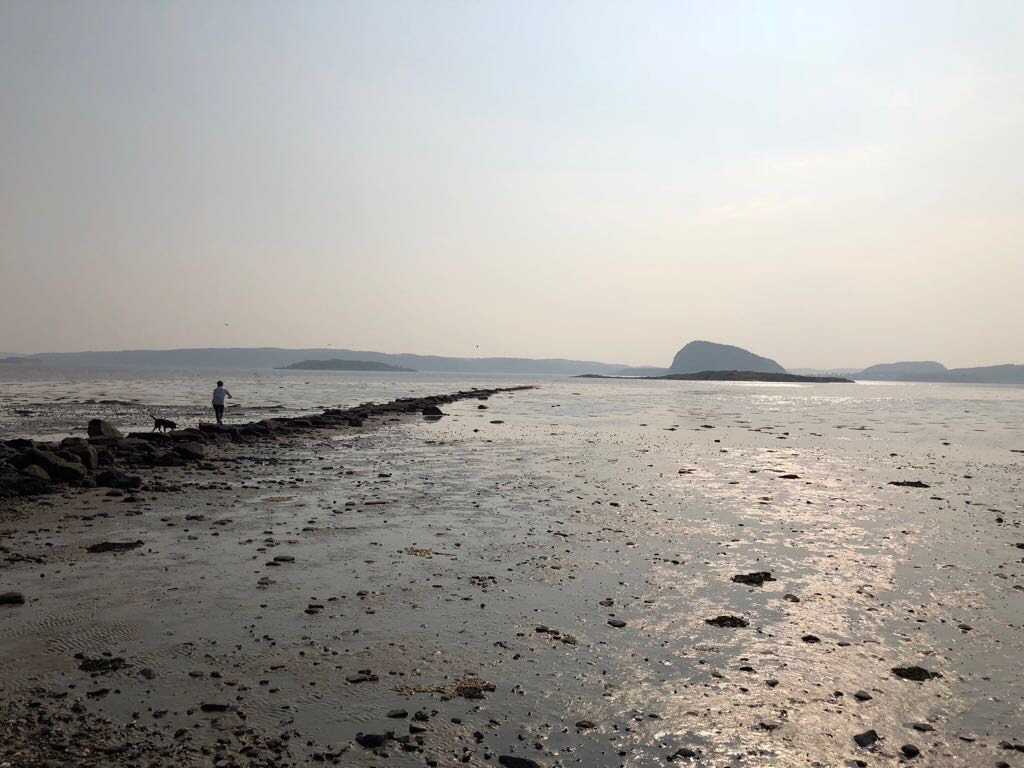

Havstensfjorden är en fjord i Bohuslän, mellan Orust och fastlandet. Den sträcker sig dels i öst-västlig riktning från det öppna havet vid Skaftölandet, Skagerrak, söder om Bokenäset bort mot Uddevalla, dels söderut i nord-sydlig riktning mellan Uddevalla och Stenungsund, förbi Stigfjorden ner till Halsefjorden, Askeröfjorden och Hakefjorden. Byfjorden in till Uddevalla är en havsvik som sträcker sig in till Uddevalla från Havstensfjorden.
Området norr om Byfjorden är sedan 2008 naturreservat med samma namn.
Fjorden är troligen uppkallad efter den 119 meter höga klippan Havstensklippan, som stupar brant ned i Havstensfjorden och är en sevärdhet på södra Bokenäset.